# Waterput in de Oude Hofstraat
De antieke waterput in de Oude Hofstraat in Paramaribo, Suriname, kreeg hernieuwd betekenis toen het op 15 juni 2013 na een restauratie werd opengesteld voor het publiek. Bij de put staat een plaquette die herinnert aan 150 jaar afschaffing van de slavernij in Suriname (Ketikoti; ketens los). De officiële heringebruikname werd gevierd met gebed en gezang, en de put werd besprenkeld met champagne.
De waterput in de Oude Hofstraat heeft veel culturele en historische waarde voor de afstammelingen van slaafgemaakten. Hun voorouders kwamen hier niet alleen om water te halen, maar ook om nieuwtjes, boodschappen en vitale informatie met elkaar te delen. Vrouwen, niet meer dan vijf per keer, mochten water halen en kwamen soms van verre omdat het de enige put in de buurt was. Later werd de waterput veel gebruikt door daklozen en zelfs om de auto te wassen. Door strubbelingen werd de put gesloten en raakte in verval.
De aanleiding om de waterput te restaureren en opnieuw in gebruik te nemen kwam toen cultuurdrager en medium Jerrel Vijber dit als boodschap in een droom kreeg. De opdracht werd daarna bevestigd tijdens twee trancesessies. Stichting Fiti Fu Wini, onder voorzitterschap van Claudetta Toney, besloot om de droom uit te gaan voeren. Fiti Fu Wini (vertaald: kracht om te winnen) werd op 6 maart 2005 opgericht ten behoeve van onderzoek en behoud van de Afro-Surinaamse cultuur. Ze voert activiteiten uit als broko-bredevieringen (broko brede is gebroken brood) in december en inwijdingen van winti-priesters.
De plechtige heringebruikname werd verricht Toney en Mohamad Kasto, de districtscommissaris van Paramaribo-Noordoost. Vanwege de ontvangst van de boodschap in een droom is het water volgens Vijber gezegend. "Er mogen geen chemicaliën bij, het onderhoud moet op tijd gebeuren en er mag niet gemorst worden," aldus Vijber, omdat het water anders aan kracht zou inboeten.